# Porte de l'Hôpital
La porte de l'Hôpital est une porte située à Villeneuve-de-Berg, en France.

## Localisation
La porte est située sur la commune de Villeneuve-de-Berg, dans le département français de l'Ardèche.

## Historique
L'édifice est inscrit au titre des monuments historiques en 1941.